# Södermanlands runinskrifter Fv1948;282
Runinskrift Sö Fv1948;282 är en runsten av röd sandsten som hittades 1937 i grunden till Ludgo kyrka i Ludgo socken, Nyköpings kommun. Numera står den direkt utanför kyrkomuren. Intill står Sö 134. Den översatta runinskriften som löper i ett korsband följer nedan.

## Inskrift
Runsvenska: kuþmuntr : auk : kisla : þaun : litu : kiara : bro
Normaliserad: Guðmundr ok Gisla þaun letu gæra bro.
Nusvenska: "Gudmund och Gisla de läto göra bro."